# ナノソナタ
『ナノソナタNano Sonatas』は、フレデリック・ジェフスキー作曲のピアノ作品。2006年から2010年にかけて作曲された。2006年5月、3ページからなるナノソナタが作曲され、日本の科学者・工学者新田英之に献呈された。作曲者本人も大変気に入り、同時期にカナダのピアニスト・音楽学者ミルトン・シュレーザーからの委嘱を受けていたため、追加で6曲を作曲し、7曲あわせて第一巻とした。
最終的に最初の"Nanosonata"は"Nanosonatas"第一巻第1番となった。その後、各巻7曲ずつ全8巻、計56曲のナノソナタが作曲され、それぞれ家族やエリオット・カーターやピート・シーガーらの友人に献呈されている。

## 構成
Book I（2006年）
ナノソナタ第1番（献呈：新田英之）
ナノソナタ第2番～第7番（献呈：ミルトン・シュレーザー）
Book II
ナノソナタ第8番～第14番（献呈：Igor Levit）
Book III（2007-2009年）
ナノソナタ第15番～第21番
Book IV - Peace Dances （2007年）(Commissioned by Robert Bielecki)
ナノソナタ第22番～第27番（献呈：Sarah Cahill）
ナノソナタ第28番 ”It can be done!”（献呈：エリオット・カーター、 ピート・シーガー）（2008年11月12日）
Book V
ナノソナタ第29番～第35番
Book VI
ナノソナタ第36番 ”To a Young Man”（献呈：ノーム・ジェフスキー, 1990年9月13日生）
ナノソナタ第37番 ”To a Young Woman”（献呈：Noemi）
ナノソナタ第38番 ”To a great Guy”（献呈：Jan）
ナノソナタ第39番 ”To a Runner”（献呈：Alexis）
ナノソナタ第40番 ”To a Dead Infant”（献呈：Nicolas）
ナノソナタ第41番 ”To a Sweet Guy”
ナノソナタ第42番 ”To a Girl”（献呈：エスター・ジェフスキー, 1996年7月26日生）
Book VII
ナノソナタ第43番～第49番（献呈：Annette Morreau）（11月9日～1月10日）
Book VIII
ナノソナタ第50番～第56番（Commande du Festival d’Automne a Paris 2010）
Montiane 2010年8月22日完了
その他アレンジ作品
Nano Sonata #12 arranged for violin and piano, 2008

## 楽譜
出版はされていないが、作曲者が公開している。webから誰でも自由に無料で合法的に入手できる。
- WIMA: Werner Icking Music Archive

http://icking-music-archive.org/ByComposer/Rzewski.php

## 録音
- WIMA: Werner Icking Music Archive

http://icking-music-archive.org/ByComposer/Rzewski.php